# Nicolás Hernán Gonzalo Otamendi
Nicolás Hernán Gonzalo Otamendi (nascut a Buenos Aires, Argentina, el 12 de febrer del 1988) és un futbolista professional argentí que juga com a defensa, actualment al SL Benfica. També és internacional amb la selecció argentina.

## Carrera futbolística

### Inicis
Otamendi ha jugat des de ben petit a Vélez, passant per les categories inferiors del mateix club. Miguel Ángel Russo va ser el primer entrenador que el va convocar amb el primer equip, però va acabar debutant de la mà d'Hugo Tocalli. El seu debut va ser el 10 de maig del 2008 en un enfrontament entre Vélez Sársfield i Rosario, partit que va acabar amb un resultat de 2-1. Tot i el debut no va tenir continuïtat a l'equip, de fet no va tornar a jugar fins a la següent temporada quan va rebre l'oportunitat per part del tècnic Ricardo Gareca, aprofitant la lesió del fins llavors titular, el xilè Waldo Ponce.
Després d'una gran temporada 2009 on fins i tot guanyà el Torneig Clausura va ser elegit jugador del millor onze americà, al costat de jugadors com Verón o Leandro Desábato.

### FC Porto
Durant l'estiu del 2010 es fa oficial el seu salt a Europa, és a les files de l'equip portuguès de l'FC Porto. El fitxatge es tancà a raó de 4M€ i el jugador firmà per cinc temporades. El seu debut a Portugal no va poder ser millor, ja que en el seu partit de debut, el 25 de setembre de 2010, aconseguí el primer gol del seu equip davant l'SC Olhanense. Va formar part de l'equip que aconseguí tres lligues consecutives.

### València
En el mercat d'hivern de la temporada 2013-14, Rufete (director esportiu del València CF) es fixà en el jugador, i Juan Antonio Pizzi, llavors entrenador del València CF, va estar d'acord en comprar el central argentí. El club va acordar el traspàs per una quantitat de 12 milions d'euros més 3 milions variables, el febrer de 2014, tot i que el jugador no formaria part de la plantilla valencianista fins a final de temporada, el juny de 2014, ja que va ser cedit a l'Atlético Mineiro.
La Temporada 2014-15 Otamendi va ser, amb Shkodran Mustafi, el defensa titular del València CF. Tots dos formaven una parella que va fer tornar la solidesa defensiva al club de Mestalla, i destacaven alhora per formar una de les duples defensives centrals més joves dels principals clubs d'Europa aquella temporada.

### Manchester City
El 20 d'agost del 2015, Otamendi va fitxar pel Manchester City per uns 28 milions de lliures (45 milions d'euros), firmant un contracte de cinc anys.

### Benfica
El 29 de setembre de 2020, Otamendi va fitxar pel Benfica, rival del seu antic club, el Porto. Va signar un contracte de tres anys per una quota de 15 milions d’euros, en una operació que també va incloure el traspàs del defensa del Benfica, Rúben Dias, al Manchester City per una quantitat més elevada. Va debutar a la lliga el 4 d'octubre en una victòria per 3-2 contra el Farense.

### Selecció
Otamendi va debutar de la mà de Diego Armando Maradona contra el Panamà, aquell fou un partit amistós. El debut en partit oficial va ser contra Equador. La seua posició a la selecció argentina sol ser la de lateral dret, posició que va defensar en alguns partits durant la Copa del Món 2010.
El seu primer gol amb la selecció va ser contra Veneçuela el 2 de setembre del 2011, en rematar una centrada de Messi.
El juny de 2021, va ser inclòs a la convocatòria final de 28 jugadors de Lionel Scaloni per a la Copa Amèrica 2021.
Va ser inclòs a la convocatòria de l'Argentina per a la Copa del Món 2022 per Lionel Scaloni.

## Palmarès

### Vélez
- 1 Campionat Clausura: (2009 (clausura))

### FC Porto
- 1 UEFA Europa League: (2010-11)
- 3 Primeira Liga: (2010-11, 2011-12 i 2012-13)
- 1 Taça de Portugal: (2010-11)
- 2 Supercopa Cândido de Oliveira: (2011 i 2012)

### Manchester City FC
- 2 Lligues angleses: (2017-18 i 2018-19)
- 1 Copa anglesa: (2018-19)
- 4 Copes de la Lliga: (2015-16, 2017-18, 2018-19 i 2019-20)
- 2 Community Shield: (2018, 2019)

### SL Benfica
- 1 Primeira Liga: (2022-23)
- 1 Supercopa Cândido de Oliveira: (2023)

### Selecció argentina
- 1 Copa del Món: (2022)[15]
- 2 Copes Amèrica: (2021,[16] 2024)[17]
- 1 Copa de Campions Conmebol-UEFA: (2022)[18]